# Quận Charlotte, Florida
Quận Charlotte là một quận thuộc tiểu bang Florida, Hoa Kỳ. Quận lỵ đóng ở Punta Gorda, Florida.. 
Dân số theo điều tra năm 2010 của Cục điều tra dân số Hoa Kỳ là 159.978 người.

## Địa lý
Theo Cục điều tra dân số Hoa Kỳ, quận này có diện tích 2222 km2, trong đó có 461 km2 là diện tích mặt nước.